# 吉姆·克雷格
吉姆·克雷格（英語：Jim Craig，1957年5月31日—），美国男子冰球运动员，场上位置是守门员。他曾代表美国国家队参加1980年冬季奥林匹克运动会冰球比赛，获得一枚金牌。